# Phaonia hirtifrons
Phaonia hirtifrons är en tvåvingeart som beskrevs av Karl 1940. Phaonia hirtifrons ingår i släktet Phaonia och familjen husflugor.
Artens utbredningsområde är Tyskland. Inga underarter finns listade i Catalogue of Life.